# 敏惪
敏惪（1772年—？），又名敏德、铭惪、铭德，刘氏，字懋修，号潜斋，一号禹民，内务府汉军镶黄旗人（属内务府镶黄旗汉姓满洲旗人），清朝官员，进士出身。

## 生平
敏惪曾考取嘉庆丁卯科举人、己巳科进士。后获选成为翰林院庶吉士，到功臣馆担任满撰修兼汉协修。敏惪曾在散馆考察中取得一等成绩，被任命为翰林院编修。随后又被任命负责翰林院院务、负责教习庶吉士。又被指派担任国史馆撰修，咸安宫总裁，功臣馆提调，庶常馆提调。后任江西南安府、吉安府、广信府知府，辛卯壬辰科江西乡试外监试、甲午科江西乡试内监试等职。诰授朝议大夫，晋赠光禄大夫。
传世的著作有《后冶堂制艺》八卷、《味我草堂吟稿》、《诗集》二十五卷，校辑并序《后冶堂藏书五种》（录有《人谱》、《儒门法语》、《四书反身录》、《呻吟语》、《文章轨范》）（道光十五年（1835）乙未刊本，藏哈佛大学图书馆）。

## 家庭
- 始祖劉祺勇（又劉奇勇，c.1610s-?），从龙入关。“劉祺勇，鑲黄旗包衣旗鼓人，世居三韓地方，來歸年分無考。其子劉明世原任知府，劉明彰原任郎中兼佐領。孫劉世耀原任司庫，劉世琨原任員外郎。曾孫劉忠林現任參領兼佐領”（据《八旗滿洲氏族通譜》卷76）。
- 高祖劉明世（又劉名世，字賡颺，c.1640s-?），江南凤阳府知府。胞兄劉明彰，原任内务府郎中兼佐領。
- 曾祖劉士琨（又劉世琨，字楚石，c.1670s-?），内务府員外郎、畅春园正总管。
- 祖父劉鍾麟（又劉忠林，字松泉，c.1700s-?），骁骑参领兼公中佐领，钦点训练营管辖大臣，晋赠荣禄大夫。
- 父劉淳（字樸垞，c.1730s-?），内務府营造司郎中、武英殿总管、翻译乡试会试同考官，曾任内务府镶黄旗第五參領第四旗鼓佐領、内务府正白旗第五參領新增回人佐領（乾隆二十五年（1760）设）、内务府正黄旗包衣第四參領第一旗鼓佐領（据《钦定八旗通志》）。嫡母瓜爾佳氏，生母繼妻李氏。
- 胞兄：
  - 敏遜（c.1760s-?），乾隆四十八年（1783）癸卯科武举人，时隶内务府镶黄旗第五參領第四旗鼓佐領舒玺下（据《钦定八旗通志：武举》卷110；佐領舒玺的前任即敏遜之父劉淳）。嫡妻龍氏（父雍正庚戌科三甲進士龍光㬎），继妻富察氏（父慶玉）。其子道光壬午恩科進士豫益。
  - 敏慎，妻花氏。其子豫堃（又豫坤，字厚庵），内务府郎中兼正黄旗旗鼓佐领、咸安宫总管、苏州织造、廣東粤海關監督、上駟院卿，主修《道光粤海关志》三十卷；妻石氏（胞兄内务府正黄旗蒙古、嘉慶戊辰科進士榮慶，祖父乾隆辛巳科進士嵩貴）。
  - 敏和，乾隆四十八年（1783）癸卯科武举人，时隶内务府镶黄旗舒笙佐领下（据《钦定八旗通志：武举》卷110），与胞兄敏遜武举同榜。其子嘉慶丙子科舉人豫泰，孙女劉氏嫁正白旗滿洲那穆都魯氏薩炳阿（父湖廣總督台湧；胞姊那穆都魯氏嫁內務府正白旗滿洲、光緒癸巳恩科舉人輝發那拉氏續廉，其父道光辛丑恩科進士麒慶；胞姊那穆都魯氏嫁宗室恩至，其祖父鄭恭親王積哈納，曾祖簡恪親王豐訥亨；胞姊那穆都魯氏嫁正蓝旗满洲、咸豐丙辰科進士博爾濟吉特氏錫縝）。
  - 敏端，敏樞，敏誠，（名未知）。
- 胞姊劉佳氏，嫁镶蓝旗宗室綿爵（1771-1857；父宗室永化，母祜爾哈氏（父侍講學士富成），祖父散秩大臣、鑲藍旗漢軍都統宗室弘暟，曾祖恂勤郡王允禵即康熙帝第十四子），其子治仪正（治宜正）宗室奕齡。綿爵之胞叔：
  - 護軍參領宗室永蘇。妻鈕祜祿氏（祖父镶黄旗满洲、康熙乙未進士德齡）。
  - 二等侍衛宗室永行。嫡妻伊拉里氏（父按察使吉善）。
  - 頭等侍衛、鑲黃旗蒙古都統宗室永愨。
  - 宗室永快。妻格濟勒氏（胞兄正黄旗满洲、刑部侍郎懷谦，父乾隆元年丙辰科进士怀荫布，侄孙道光三十年（1850年）庚戌科进士成琦）。
  - 嫡堂叔诗人、辅国将军永忠，其父多羅恭勤貝勒弘明。
- 子咸豐二年（1852年）壬子恩科进士、乌鲁木齐都统豫師；豫震，圆明园苑丞。
- 胞侄豫晉（父名未知，祖父劉淳），内务府筆帖式。妻郝氏（父镶黄旗汉军郝寧安，祖父江西巡撫郝硕，曾祖吏部尚书郝玉麟；嫡堂姊郝氏系正蓝旗汉军、道光庚戌（1850）进士胡氏吉惠的继母、光緒二年丙子（1876）恩科進士胡俊章之继祖母）。豫晉之胞兄江西饒州府知府豫鼎，其子四川黔江縣知县愉曾，孙女陶唐郡氏嫁京口駐防鑲白旗蒙古、光緒乙未科進士杭阿坦氏豐和（父成都府通判承霖，胞叔光緒十八年（1892）壬辰科進士承勳，曾祖道光辛丙戌科進士慶安，曾祖伯父道光戊戌科進士慶雲；曾姑母杭阿坦氏嫁正蓝旗蒙古佐领默赫特氏赫成額，其孙女文氏嫁京口駐防鑲白旗蒙古、同治甲戌科進士巴哩克氏延清）。胡俊章与延清系诗友。